# Bisi Alimi

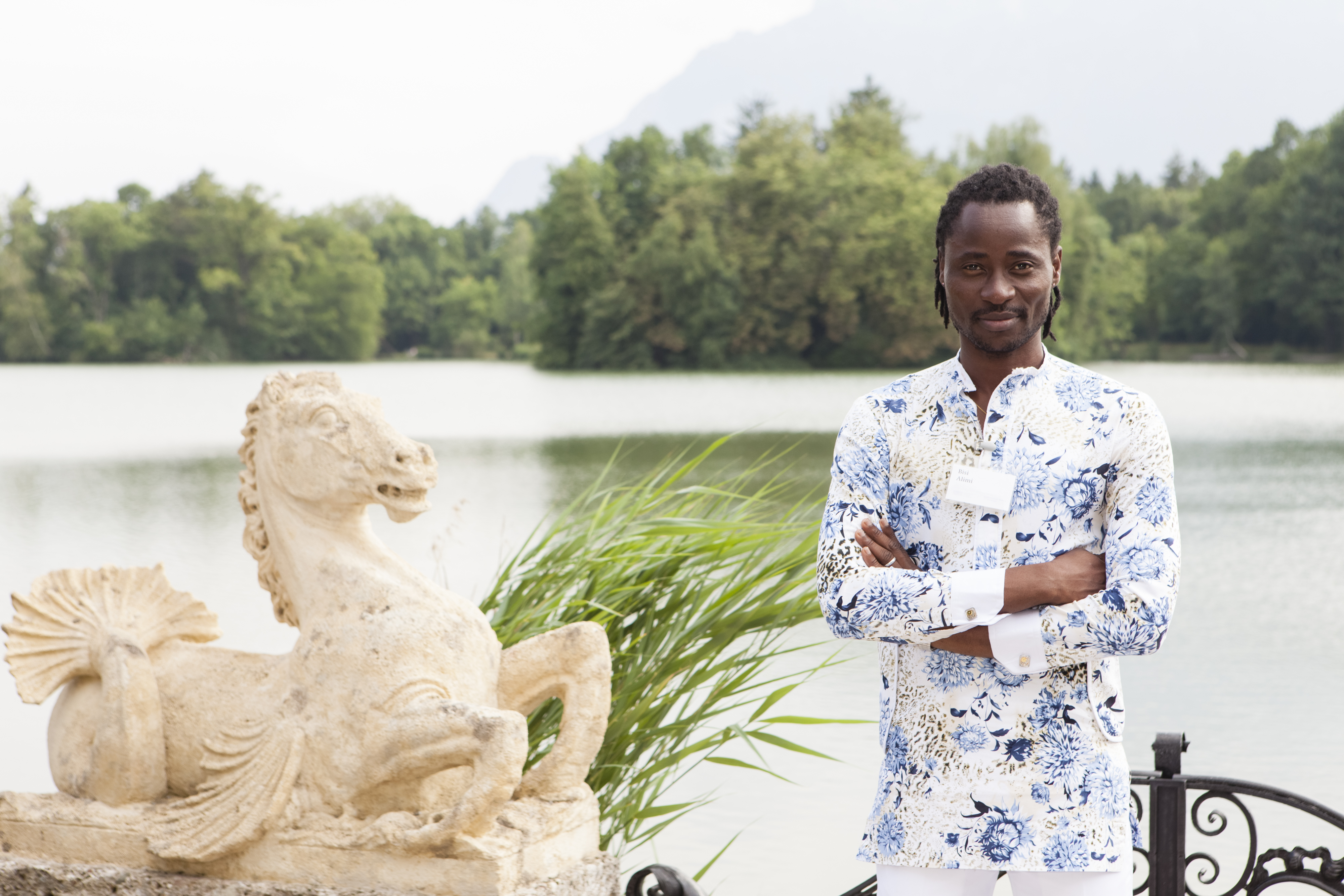
Bisi Alimi 2017 in Salzburg

Bisi Alimi (geboren als Adebisi Ademola Alimi am 17. Januar 1975 in Lagos) ist ein nigerianischer LGBT- und HIV-Aktivist. Er war 2004 die erste in der Öffentlichkeit als homosexuell geoutete Person in Nigeria.

## Leben
Alimi stammt aus einer Yoruba-Familie und wuchs als drittes von fünf Kindern auf.
Er studierte Theater an der University of Lagos und schloss sein Studium 2004 mit einem Bachelor ab. Während dieser Zeit bekam er das erste Mal Probleme mit seiner Sexualität. Das Studentenmagazin Campus Lifestyle outete ihn als schwul; bereits vorher wurde er aufgrund seiner Sexualität diskriminiert und er musste sich vor einem Disziplinarkomitee dazu äußern.
Ab den 1990er Jahren war er Aktivist gegen HIV und AIDS, da Freunde von ihm an AIDS starben. Er verteilte Kondome und Informationen zu sexueller Gesundheit unter Männern, die Sex mit Männern haben. 2002 trat er der Alliance Rights Nigeria (ARN) bei und wurde deren Programmleiter für HIV und AIDS. Er war in dieser Position 2004 maßgeblich an der Erstellung eines Rahmenplans zur Vorbeugung von HIV unter Männern, die Sex mit Männern haben, in Nigeria beteiligt. 2004 wurde bei ihm selbst auch HIV diagnostiziert.
2004 war ein Wendepunkt in seinem Leben, weil er sich öffentlich zu seiner Homosexualität bekannte. Dies geschah live im Rahmen von Funmi Iyandas Talkshow New Dawn with Funmi und entfachte eine Kontroverse. Die Talkshow stellte ihr Liveformat zukünftig ein und nur noch vorher aufgenommene Beiträge wurden fortan gesendet. Alimi erhielt unzählige Morddrohungen, er wurde von seiner Familie enterbt und auch schwule Freunde brachen aufgrund der Situation den Kontakt zu ihm ab. Auch Politiker bezogen sich bei der Verschärfung von Gesetzen zur Homosexualität in Nigeria auf sein öffentliches Coming Out im Fernsehen.
Noch einige Jahre versuchte Alimi, in Nigeria die Situation für Homosexuelle zu verbessern. Im Juli 2005 gründete er gemeinsam mit anderen die NGO The Independent Project for Equal Rights und organisierte Projekte zur Unterstützung von LGBT-Jugendlichen.
Im April 2007 musste er aufgrund von anhalten Morddrohungen aus Nigeria fliehen. 2009 erhielt er Asyl im Vereinigten Königreich, wo er seitdem lebt. Er begann ein Masterstudium in Global Governance and Public Policy an der Birkbeck, University of London und schloss dieses 2011 ab. Auch im Vereinigten Königreich setzt er sich in verschiedenen Organisationen für LGBT-Rechte innerhalb der afrikanischen Diaspora ein und er ist weiterhin als HIV-Aktivist aktiv. An der Humboldt-Universität zu Berlin unterrichtete er den Kurs Pre and Post Sexual Orientation and Gender Identity in Africa.
2015 gründete er die Stiftung Bisi Alimi Foundation, um durch Forschung sowie Fortbildung von Journalisten und Aktivisten die Akzeptanz von LGBT-Menschen in Nigeria zu unterstützen.